# Andrena anthrisci
Andrena anthrisci är en biart som beskrevs av Blüthgen 1925. Andrena anthrisci ingår i släktet sandbin, och familjen grävbin. Inga underarter finns listade i Catalogue of Life.